# Warsow
《Warsow》是一款免费第一人称射击游戏，其第一版（v0.04a）于2005年6月8日发布。游戏由一群自由职业软件开发者和艺术家制作，他们以开发中高质量高标准的内部测试自豪。《Warsow》是混合授权软件，其引擎为改自id Tech 2的Qfusion引擎，以GPL发布；而图像音乐等各种多媒体资源则皆以私有的Warsow Content License发布，即在允许贡献者把自己的作品进入“personal portfolio”的同时禁止将之用于其他游戏。

## 竞赛
《Warsow》已被ESL等电子竞技相关组织纳为比赛项目，且也在许多游戏竞赛中出现，著名的有欧洲的Bamboocha与日本的ESW : WARSOW。除此以外，2007年间还举办了一些以Warsow为主要项目的局域网内竞赛，如Crossfire Devotii Challenge 3、Warsow.nl LAN与E-SPORTS STADIUM 2007.
《Warsow》为德国电视频道GIGA Television多次报道，如该电视台的电子游戏节目《GIGA eSports》及其下属节目《Skill Sunday》与《Free For All》。Pay TV ITV也曾于由Turtle Entertainment提供的节目《GIGA 2》中放送《Warsow》相关报道。

## 玩法
《Warsow》是极富挑战性的游戏，注重快速移动和跳跃技巧（trickjump）。《Warsow》中可以使用雷神之锤系列中的一些跳跃技巧，如环跳、兔子蹦、旋转跳、超级跳、斜坡滑行与火箭跳。此外，在《Warsow》中还可像Urban Terror里一样利用加速模式发动蹬墙跳。

## 模式
作为一个竞技游戏，《Warsow》吸收了许多传统竞技项目的游戏模式（多源自虚幻和雷神之锤系列）：
- 决斗：确定时间内两人对决，比赛杀敌数目时间通常为10分钟。
- 競技場：两人对决，胜者留在战场，从一列等待的玩家中换出分数最低的那个替换败者继续游戏。
- 自由模式：传统的自由杀戮模式。武器快速产生，使得每个玩家都可能得到。
- 团队死亡竞赛：2队玩家拼杀，比赛杀敌数目，直到时间结束。
- 夺旗：類似傳統的搶旗遊戲。时间可以由主机定下，可无限。
- 竞速：基于雷神之锤IIIMODDeFRaG，玩家用最快速度到达终点。
- 战队竞技场：生存模式，存活的一方获胜。
- Instagib：基于虚幻竞技场的Instagib设置，可用于上面的任意一类模式。没有可拾取的武器和回复包，只有瞬杀的光束枪。
- 炸弹模式：
- 团队抢据模式：
- 爆头模式：

## 媒体报道
2008年4月14日，ABC电子游戏TV节目《Good Game》介绍了《Warsow》，并称之为“The Best Free Games Around”。

## 引用
1. ↑  .   [2007-02-09]. （原始内容存档于2007-02-06）.
2. ↑  license.txt as found in the Warsow 0.42 SDK （页面存档备份，存于） Retrieved on 2008-06-04
3. ↑  .   [2007-02-09]. （原始内容存档于2015-10-18）.
4. ↑  .   [2007-02-09]. （原始内容存档于2007-02-05）.
5. ↑  .   [2007-02-09]. （原始内容存档于2007-02-05）.
6. ↑  .   [2007-02-09]. （原始内容存档于2007-02-05）.
7. ↑  .   [2007-02-09]. （原始内容存档于2007-02-04）.
8. ↑  .   [2007-02-09]. （原始内容存档于2007-02-20） （日语）.
9. ↑  .   [2007-08-31]. （原始内容存档于2016-03-19）.
10. ↑  .   [2007-08-31]. （原始内容存档于2020-10-27）.
11. ↑  .   [2007-08-31]. （原始内容存档于2022-01-13）.
12. ↑  .   [2007-02-09]. （原始内容存档于2007-12-15） （德语）.
13. ↑  Demurger, Fabrice. .   [2007-02-09]. （原始内容存档于2021-04-22）.
14. ↑  .   [2009-08-28]. （原始内容存档于2016-11-22） （英语）.